# Ndockmem
Ndockmem est un village du département du Nkam au Cameroun. Situé dans l'arrondissement de Yingui, il est localisé sur la piste rurale qui le lie à Mossé, à 11 km de Yingui. 

## Population et environnement
En 1967, le village de Ndockmem  I avait 117 habitants et le village de Ndokmem II avait 222 habitants, essentiellement des Banen. La population de Ndockmem était de 110 habitants dont 59 hommes et 51 femmes, lors du recensement de 2005. 